# Saint-Geniès
Saint-Geniès – miejscowość i gmina we Francji, w regionie Nowa Akwitania, w departamencie Dordogne. Nazwa miejscowości pochodzi od imienia św. Genezjusza.
Według danych na rok 1990 gminę zamieszkiwało 735 osób, a gęstość zaludnienia wynosiła 22 osób/km² (wśród 2290 gmin Akwitanii Saint-Geniès plasuje się na 556. miejscu pod względem liczby ludności, natomiast pod względem powierzchni na miejscu 243.).